# 奧爾斯斯普林斯 (加利福尼亞州)
奧爾斯斯普林斯（英語：Orrs Springs）是位於美國加利福尼亞州門多西諾縣的一個非建制地區。該地的面積和人口皆未知。

## 地理
奧爾斯斯普林斯的座標為39°13′46″N 123°21′53″W / 39.22944°N 123.36472°W，而該地的平均海拔高度為305米（即1001英尺）。